# Schäferkämper Wassermühle
Die Schäferkämper Wassermühle ist eine Getreidemühle am südlichen Ortsrand von Bad Westernkotten, einem Stadtteil von Erwitte in Nordrhein-Westfalen. Die Mühle wird vom Wasser des Osterbaches angetrieben, der etwa einen Kilometer oberhalb der Mühle entspringt. Sie verfügt über zwei oberschlächtige Wasserräder, mit denen zwei Getreidemahlgänge angetrieben werden. Erbaut wurde die Mühle im Jahre 1748, der kommerzielle Mahlbetrieb währte bis 1933. Nach dem Tod der letzten Besitzerin im Jahre 1989 wurde die Mühle von der Nordrhein-Westfalen-Stiftung erworben, von den Heimatfreunden Bad Westernkotten mit Unterstützung der Stiftung restauriert und als Museum eingerichtet. Beide Mahlwerke sind betriebsbereit. Jeden Samstag wird das Schrotmahlwerk anlässlich der regelmäßig stattfindenden Mühlenführung in Betrieb genommen.

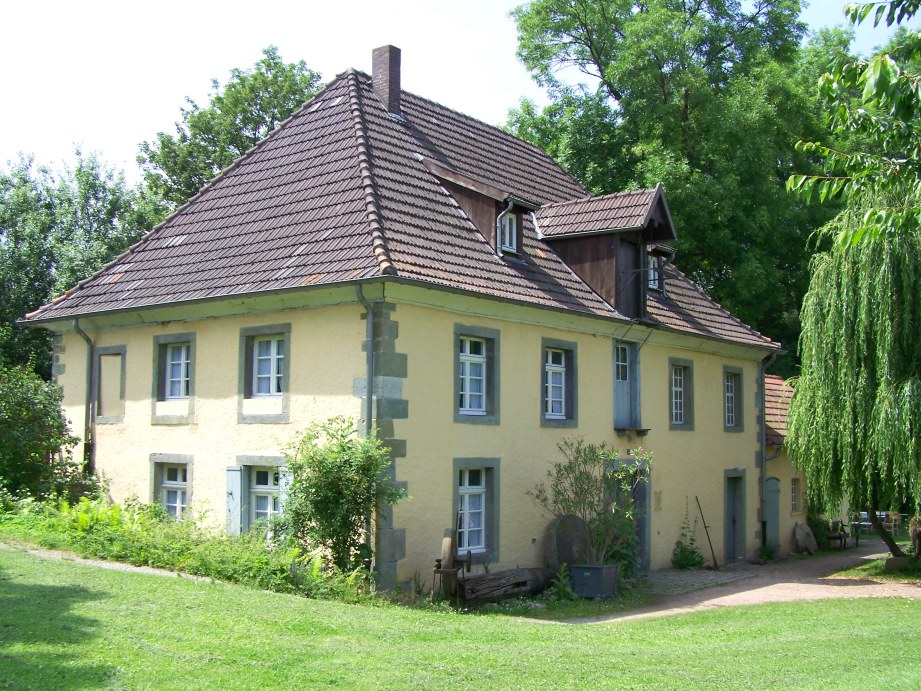
Das Gebäude der Schäferkämper Wassermühle

## Geschichte
| Standort der Mühle (Markierung roter Stern) (Karte: Preußische Uraufnahme, 1840) |

### Ursprung
Im Jahr 1746 wurden die Einwohner Westernkottens beim Erzbischof von Köln vorstellig und äußerten den Wunsch, eine Mühle bauen zu dürfen. Erzbischof Clemens August war nicht nur Erzbischof von Köln, sondern auch von Münster, Paderborn, Osnabrück und Hildesheim und dadurch zugleich Landesherr. Zu seinen Privilegien gehörte das Stau- und Mühlenrecht. Er gab dem Ersuchen statt und schrieb die Errichtung und den Betrieb der Mühle öffentlich aus. Den Zuschlag erhielt Graf Wenzel Anton von Kaunitz-Rietberg gegen eine jährliche Konzessionsabgabe von 140 Reichstalern. Nachdem er den Zuschlag erhalten hatte, hatte er einen geeigneten Standort in Westernkotten zu finden, sowie Verhandlungen über den Erwerb des entsprechenden Grundstücks zu führen. Am 14. Mai 1748 wurde in Westernkotten ein umfangreicher Vertrag zwischen Vertretern des Grafen und der Gemeinde Westernkotten geschlossen. Der Notar Franz Wilhelm Pollmann sowie zwei Zeugen waren zugegen. Vier wesentliche Punkte wurden durch den Vertrag festgelegt:
1. Die Vertreter des Grafen zahlen für den Grunderwerb 350 Reichstaler in bar.
2. Die Parzelle wird noch vor den Augen der Vertragspartner durch einen vereidigten Landvermesser abgemessen und durch Grenzsteine abgeteilt.
3. Der Graf verpflichtet sich, bei der Mühle kein Haus zu bauen, sondern nur einen Stall. Außerdem verpflichtet er sich einen oberhalb des Mühlenteiches liegenden Wirtschaftsweg nicht zu hoch zu „überstauen“.
4. Die Gemeindevertreter verpflichten sich, ihr Korn ausschließlich in der Mühle mahlen zu lassen. Auf dem Vertrag wurde dies mit 67 Unterschriften bestätigt, damit unterwarfen sich diese Ackerbürger dem sog. Mühlenzwang.

In dieser Urkunde sagte der Landesherr dem Grafen außerdem zu, in Westernkotten innerhalb eines Umkreises von einer Stunde Weg und zudem am Ufer des Osterbaches keine weitere Mühle zuzulassen. Dieser aus dem Mittelalter und der frühen Neuzeit her bekannte Mühlenbann beinhaltete außerdem die Bestimmung, dass alle Bauern dieses Bannbezirks um eine Mühle, ihr Korn nur in dieser Mühle mahlen lassen durften, egal ob eine andere Mühle näher lag, die Qualität besser war oder der Lohn geringer.
Diese Bestimmungen – Mühlenzwang und Mühlenbann – waren durchaus ernst zu nehmen. Auf Missachtungen standen – aus heutiger Sicht – unverhältnismäßig hohe Strafen. Die bereits üblichen und angewandten Strafen, beispielsweise der Einzug der Feldfrüchte und des Mehls von Amts wegen, wurden 1758 von Erzbischof Clemens August nochmals verschärft.

Historische Ansichten der Mühle
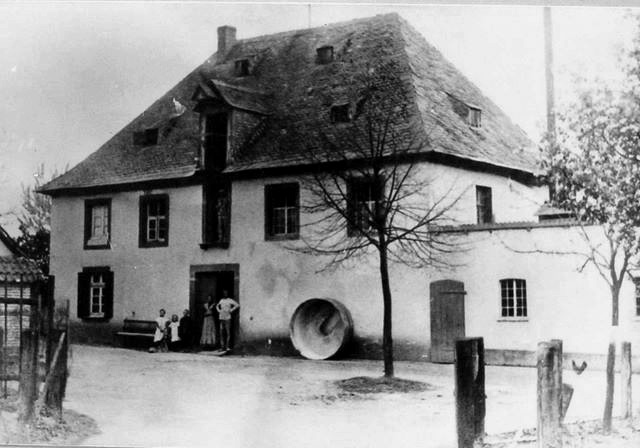
Vorderansicht der Mühle mit Personal
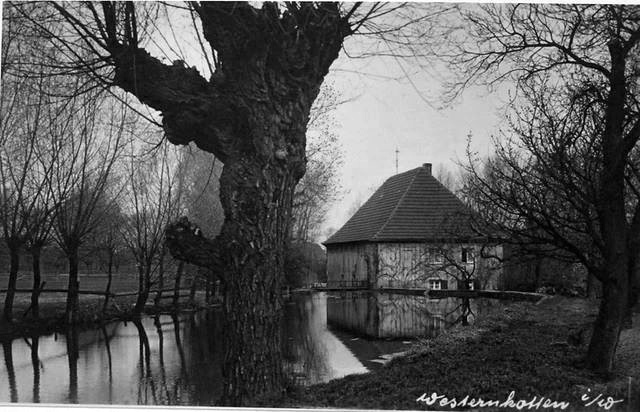
Sicht von Osten, im Vordergrund der Osterbach
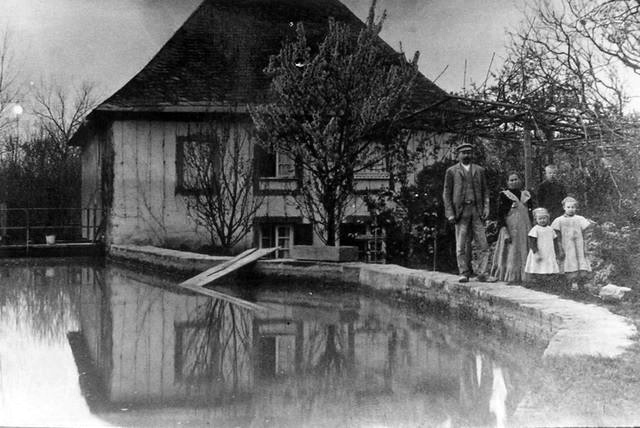
Die Besitzer Anfang des 20. Jahrhunderts: Familie Thiemann
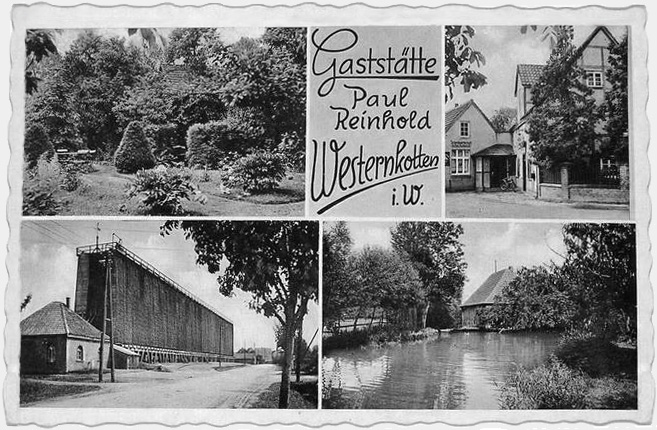
Die Mühle als Teil einer historischen Ansichtskarte aus Bad Westernkotten (unten rechts) Die anderen Bilder zeigen: Teil des Kurparks, Gaststätte, Gradierwerk (u.l.)
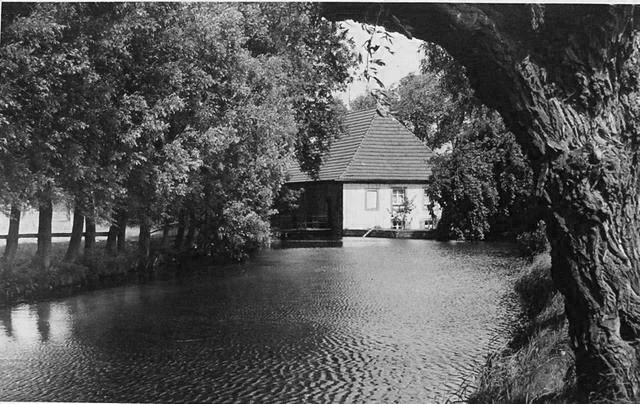
Blick von Osten, im Vordergrund Osterbach und Mühlteich

### Wechselnde Besitz- und Eigentumsverhältnisse
Nach Errichten der Mühle wurde sie etwa 20 Jahre von Arbeitskräften des Grafen von Kaunitz-Rietberg betrieben. Deren Namen sind nicht bekannt. Erst ab dem Jahr 1767 wurde die Mühle verpachtet. Der erste Pächter, Franz Conrad Schnitger, unterzeichnete den Pachtvertrag mit einer sechsjährigen Laufzeit am 12. August 1767. Er verlängerte die Pacht dreimal für jeweils sechs Jahre. Er starb am 6. April 1787 in Bökenförde, einem Nachbardorf Westernkottens. Seine Frau hat offensichtlich die Mühle weiter bewirtschaftet und verlängert die Pacht abermals am 18. März 1791, allerdings nur um drei Jahre. Diesmal wurde die Pacht aber öffentlich ausgeschrieben, die Frau musste sich gegen etliche Mitbewerber durchsetzen. Außerdem hatte sie eine Kaution von 300 Reichstalern zu hinterlegen. Sie konnte die Mühle aber offensichtlich nicht halten, denn schon im nächsten Jahr wurde die Pacht wieder öffentlich ausgeschrieben. Aus der Schar der Bewerber erhielten die Müller Vogel, Eikenbusch und Falkenstein den Zuschlag für drei Jahre. 1795, bei der Verlängerung waren es noch Vogel und Eikenbusch, die den Zuschlag für sechs weitere Jahre erhielten.

### Modernisierung
Um 1900 war die Auftragslage für die Schäferkämper Mühle so gut, dass die Wasserkraft allein nicht mehr ausreichte. Nach etwa drei Stunden Mahlzeit musste jeweils acht Stunden gewartet werden, bis der Mühlenteich gefüllt war. Der Besitzer Ludwig Thiemann erwarb eine Lokomobile, eine fahrbare Dampfmaschine, und modernisierte die Mühle, indem er durch den Umbau in eine Dampfmühle die zusätzliche Möglichkeit schuf, auch unabhängig von der Wasserkraft zu mahlen. Die Dampfmaschine wurde mit Holz oder Kohle befeuert. Diese Maschine stand außerhalb des eigentlichen Mühlengebäudes, dort, wo sich heute der Anbau befindet. Die Kraft der Lokomobile wurde über Riemenantriebe der senkrechten Welle eines der beiden Mahlgänge zugeführt.
Einige Jahre später wurde die Dampfmaschine durch einen Elektromotor ersetzt. Thiemann war damit einer der Ersten, der in Westernkotten ein elektrisches Aggregat einsetzte.
Um die Wende zum 20. Jahrhundert wurden bereits die Elevatoren eingebaut, verbunden mit den somit notwendig gewordenen Transmissionsantrieben. Ebenfalls in diesem Zeitraum – vielleicht bis spätestens 1910 – wurde der Sichter eingebaut. Dessen Lieferant war die Fa. Atorf & Propfe aus Paderborn, ein Spezialist für Mühlentechnik. Die genauen zeitlichen Daten der Einbauten lassen sich nicht mehr feststellen.
Andere Modernisierungen sind nicht nachzuweisen und waren wahrscheinlich eher kleinerer Natur.

## Gebäude

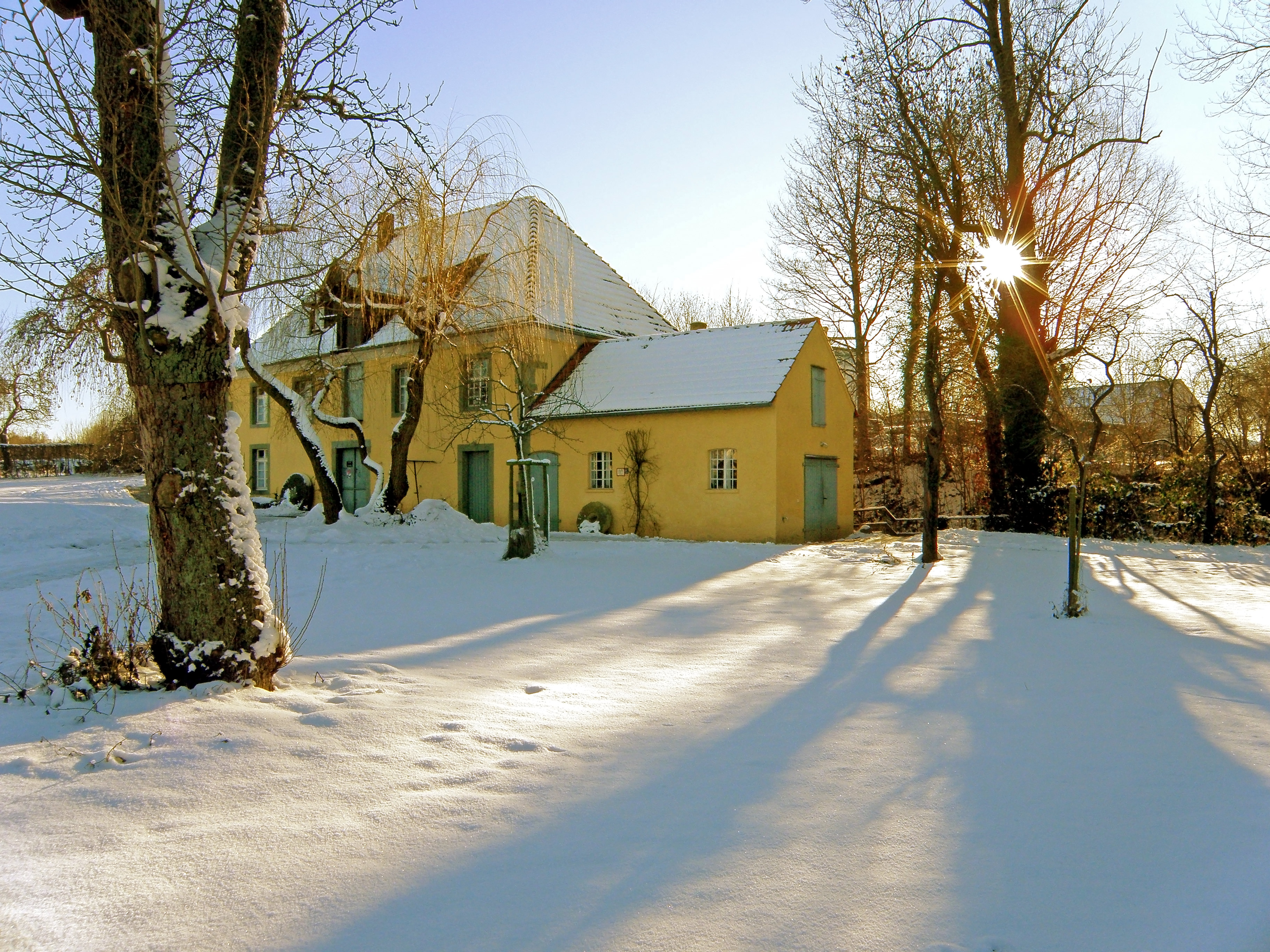
Das Gebäude im Winter mit Blick von Nord-Westen

Das Mühlengebäude ist zweigeschossig aus Bruchsteinen errichtet. Die Mauern sind bis zu 1,70 m dick, verputzt und außen an den Ecken gequadert. Das Walmdach ist mit Tonziegeln gedeckt. Mittig über dem Eingang befindet sich ein Dachhaus mit Aufzug. In dem Gebäude sind Mühle und Müllerwohnung unter einem Dach vereint, ein Faktum, das nach Ansicht des Westfälischen Museumsamtes der Schäferkämper Wassermühle ihren einmaligen Stellenwert verleiht. In der Denkmalwertbegründung vom 12. Dezember 1989 heißt es: „...eine Kombination, die im Bereich des Kreises Soest in dieser Vollständigkeit zur Zeit nicht mehr bekannt ist“. Der Innenausbau besteht aus Holzfachwerkwänden und Holzbalkendecken. Die schwere Mechanik der Mühle wird von massiven Eichenbalken getragen.
Die Getreidemühle erstreckt sich über vier Etagen, den Keller mit den inneren Achslagern der Mühlräder und dem Winkelgetriebe, das Erdgeschoss – die sogenannte Mahlbühne – mit den Mühlsteinen und der Sackabfüllung, das erste Stockwerk – der Sichterboden – mit Kornlager, Sichter und Transmissionsverteilung und der Dachboden als Trockenboden mit Sackaufzug und Umlenkung für den Becher-Elevator.
Der rechte Anbau diente früher als Schweinestall, Abort und als Standort der Lokomobile. Heute befinden sich dort die Küche und die Sanitäranlagen für Besucher.

### Müllerwohnung

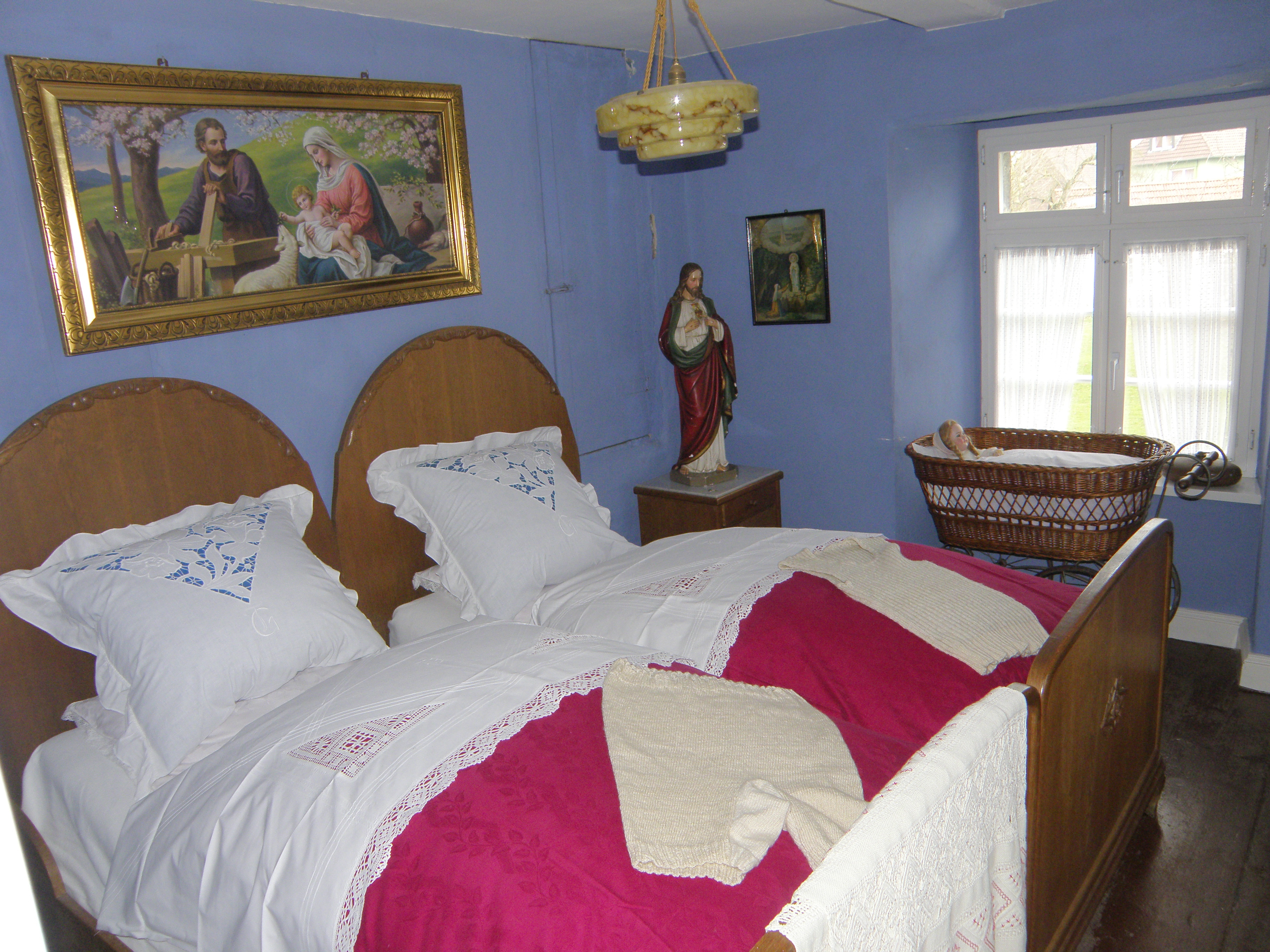
Das Schlafzimmer in der Müllerwohnung

Die Müllerwohnung befand sich vom Eingang aus betrachtet direkt links, also auch links von Arbeitsraum und Mahlstuhl. Sie verfügte über einen separaten Eingang vom Arbeitsraum aus und war somit als Wohneinheit komplett von den Betriebsräumen abgeteilt. Im Erdgeschoss befindet sich die kleine Küche, von der man in den Wohn-/Essraum gelangt. Eine Stube schließt sich an, von der eine Treppe in den Schlafbereich im ersten Stock führt.
Nach Auffassung des Museumsamtes und des Denkmalamtes soll die Müllerwohnung als begehbares Dokument der Zeit- und Sozialgeschichte aufgefasst und der Öffentlichkeit entsprechend präsentiert werden.
Das wenige brauchbare Mobiliar, das bei der Übernahme der Mühle durch die Heimatfreunde im Jahre 1991 vorgefunden wurde, ist nachträglich durch Möbel aus dem Bestand der Heimatfreunde sowie durch Spenden und Leihgaben aus der hiesigen Bevölkerung ergänzt worden, so dass es gelang, eine Müllerwohnung im Stil der 1930er Jahre einzurichten.
Die Formulierung „im Stil der 30er Jahre“ wurde nach Absprache mit dem Westfälischen Museumsamt gewählt, weil das vollständig vorgefundene Schlafzimmer der Familie Thiemann aus dieser Zeit stammt. Außerdem gehörte der Wohnzimmerschrank, eine Weichholzkommode und der kleine Biedermeier-Tisch zum Besitz der Müllerfamilie. Diese Möbel befanden sich allerdings in einem sehr desolaten Zustand, der eine kostspielige Restaurierung erforderlich machte. Die zahlreichen Gebrauchsgegenstände wurden im Laufe der Jahre gespendet.

## Mühlentechnik

### Wasserräder und Antriebswellen

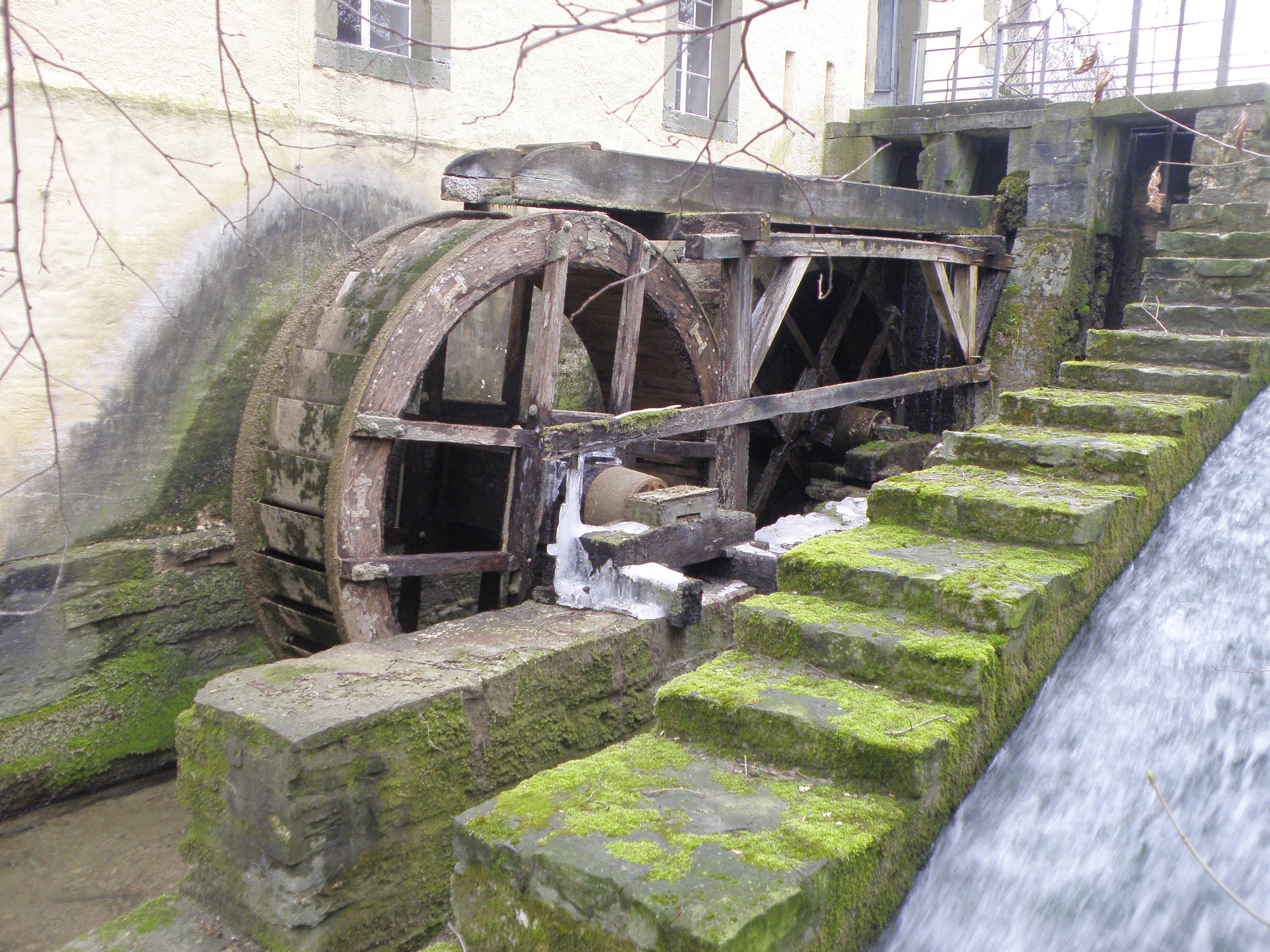
Beide Wasserräder der Schäferkämper Mühle vom anderen Ufer des Osterbaches (das zweite Wasserrad ist unter der Zulaufrinne des vorderen Wasserrades hindurch hinten zu sehen)

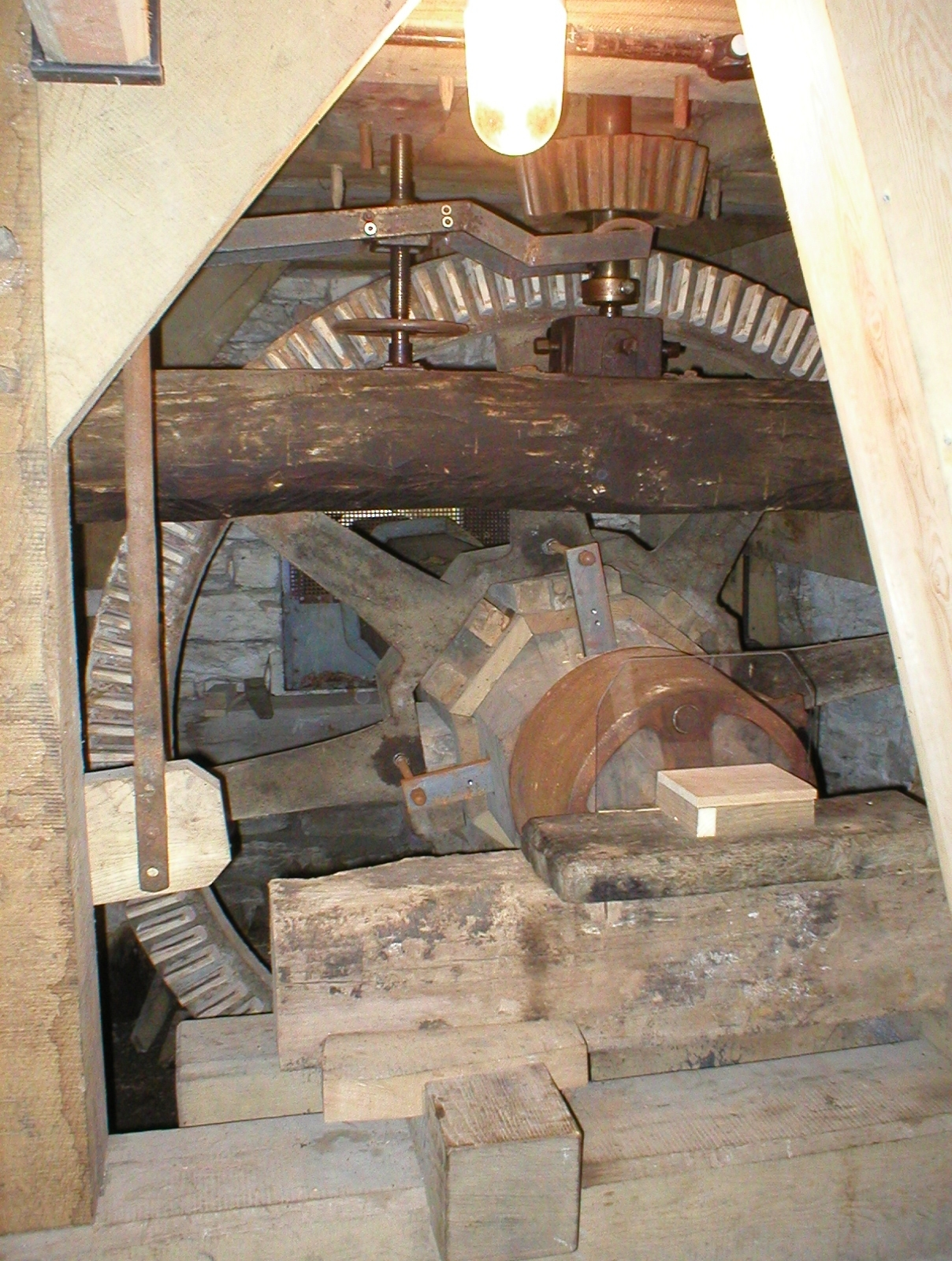
Eckgetriebe eines der Mahlgänge.

Für zwei getrennt laufende Mahlgänge (Schrot und Feinmehl) ist die Mühle mit zwei oberschlächtigen Wasserrädern ausgestattet. Sie haben jeweils einen Durchmesser von 3,20 m, eine Breite von etwa 80 cm und tragen 32 bzw. 36 Wasserschaufeln. Die heutigen Wasserräder sind Rekonstruktionen nach Zeichnungen aus dem Jahre 1923. Die Räder sind aus Eichenholz gefertigt, auch die Schaufeln beider Räder waren ursprünglich aus Eichenholz. Um 1900 wurden an einem Rad Metallschaufeln eingesetzt. Dieser Zustand ist auch heute wieder zu sehen.
Warum für beide Mahlgänge ein jeweils separates Wasserrad installiert wurde, lässt sich aufgrund fehlender Unterlagen nur vermuten. Es hängt wahrscheinlich mit dem Leistungsangebot durch das Wasser des Osterbaches zusammen. So konnte bei dem geringen Wasserangebot der Sommermonate wenigstens ein Mahlgang über längere Zeit betrieben werden. Durch den später eingebauten Sichter (etwa Ende des 19. Jahrhunderts) musste zudem eine Mindestdrehzahl eingehalten werden. Das Abschalten eines Mahlgangs fiel somit durch die voneinander unabhängigen Antriebe leichter.
Die durchschnittlich erzielte Leistung beträgt pro Rad etwa 4,5–5,9 kW (6–8 PS). Das Drehmoment der Wasserräder wird über Achtkantwellen ins Innere der Mühle übertragen. Die Wellen sind aus Eichenstämmen mit etwa 50 cm Durchmesser gefertigt.
Gelagert sind beide Wellen sowohl außen als auch im Inneren des Kellers mit Steinlagern (Granit), die Schmierung geschieht mit Rindertalg.
Im Bild des Eckgetriebes ist ausgehend von dem massiven waagerechten Balken in der Bildmitte das senkrecht nach oben abgehende Mühleisen zu sehen. Das Ritzel ist ausgehängt, so dass trotz des sich drehenden Mühlrades nichts angetrieben wird. Die massive Eisenstange auf der linken Seite ist Teil des Lichtewerks zum Anheben und Absenken des Läufersteins. Vorn unter dem kleinen Holzdeckel ist das Rindertalgreservoir der Lagerschmierung zu sehen.

### Mahlgänge

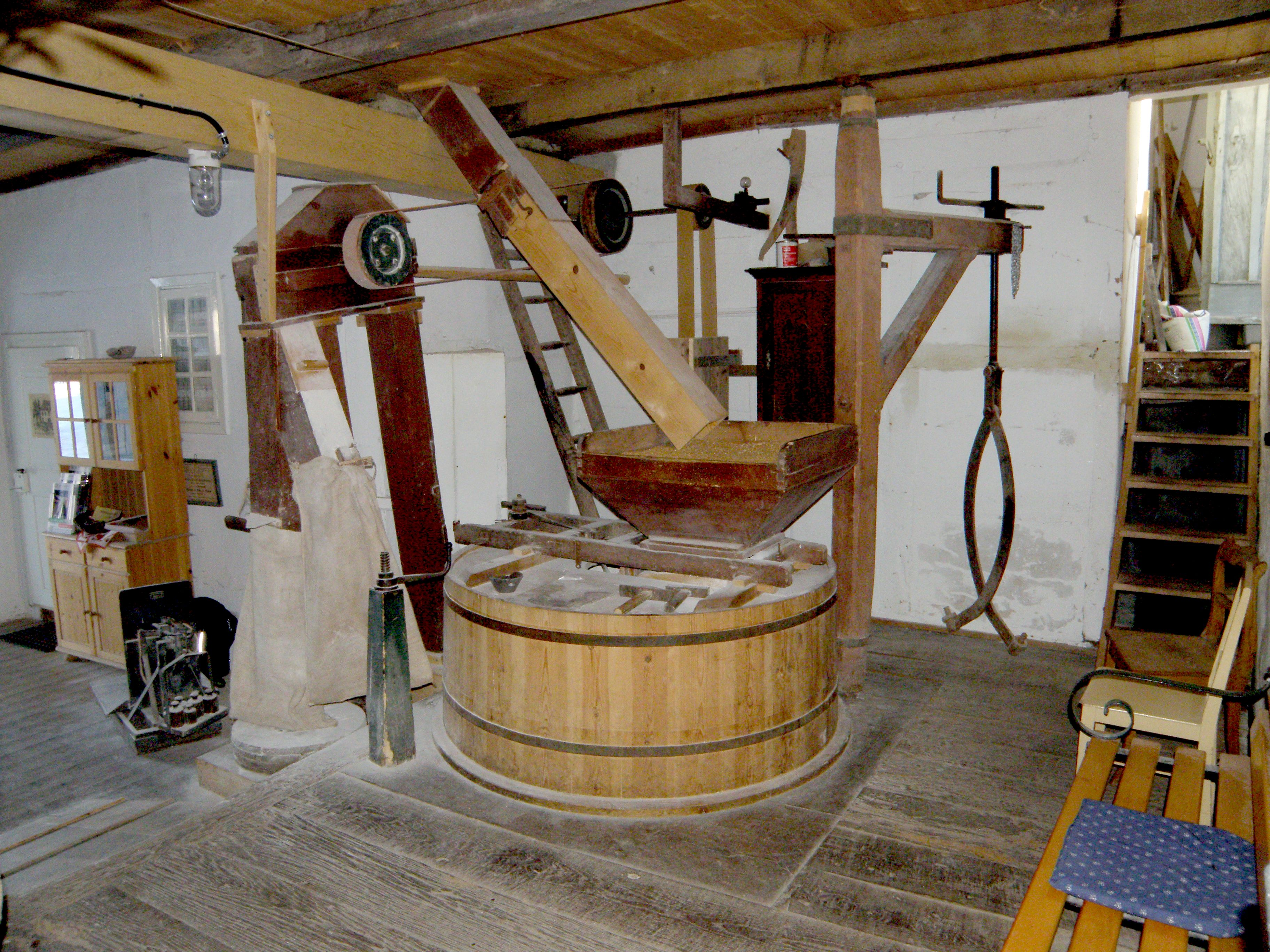
Der Schrotmahlgang in der Mühle

Mahlgänge sind das Herzstück jeder Getreidemühle. Wie die meisten Mühlen im westfälischen Raum hat auch die Schäferkämper Mühle zwei Mahlgänge, einen Mahlgang für Futter- und Backschrot und einen zweiten mit nachgeschaltetem Sichter für Feinmehl. Sie sind auf der „Mahlbühne“ oder dem „Mahlstuhl“ angeordnet, mit Blick von der Eingangstüre liegt rechts der Mehlmahlgang, links der Schrotmahlgang.
Die Kraft zum Antrieb des jeweiligen Mahlgangs wird von der Wasserradwelle über das im Keller befindliche Eckgetriebe auf das senkrecht stehende Mühleisen übertragen. Dieses hat die Aufgabe, den oberen Mühlstein, der auch Läuferstein genannt wird, zu lagern -also sein Gewicht aufzunehmen und in Schwebe zu halten- und in die vom Wasserrad vorgegebene Drehung zu versetzen.
Die Mahlgänge liegen im Erdgeschoss der Mühle auf dem Mühlengerüst – dem Mahlstuhl – auf, einer kräftigen Unterkonstruktion aus Eichenstützen, Schwellen und Balken. Diese Eichenkonstruktion befindet sich oberhalb der beiden Winkeltriebe und hat ein eigenes Natursteinfundament.

### Lichtewerk
Bestandteil jedes Mahlgangs ist das Lichtewerk, mit dem der Müller millimetergenau den lichten Abstand zwischen den beiden Mühlsteinen einstellen konnte. Dies war notwendig, um den richtigen Ausmahlungsgrad des Mehls einstellen zu können. Um die schwere Last von Mühlrad, Mühleisen, Lagerstelle, Riemenrädern und Gebälk anheben zu können, ist eine dreifache Hebelübersetzung (1:2; 1:1,3; 1:1,35) im Keller realisiert. Diese wird oben von der Mahlbühne aus direkt neben jedem Mahlgang mit einer Handkurbel im Übersetzungsverhältnis 1:33 bewegt. So ist es möglich, das Gewicht von etwa 1500 kg an der Kurbel mit einer Handkraft von etwa 130 Newton anzuheben. Durch die flache Steigung des Spindelgewindes ergibt sich für das Absenken des Gewichts eine wirkungsvolle Selbsthemmung.

### Mühlsteine
Jeder Mahlgang hat zwei aufeinander liegende Mühlsteine. Der untere wird Lagerstein bzw. Bodenstein genannt. Er ist fest auf der Mühlenbühne verankert. Seine absolute horizontale Lage ist durch drei Schrauben einstellbar. Der Oberstein, auch Läufer genannt, ist in seinem Abstand zum Lagerstein veränderbar. So kann eingestellt werden, wie „scharf“ das Schrot ausgemahlen wird.
Beim linken Schrotgang haben die Steine einen Durchmesser von 1,50 m, auf der rechten Seite beträgt er 1,30 m. Die Mahlsteine sind aus Sandstein gefertigt, wobei drei der Original-Mühlsteine bei der Renovierung wieder eingesetzt wurden.
Die Furchen in den Mahlflächen von Ober- und Unterstein heißen Mühlsteinschärfen und haben die Aufgaben, das Mahlgut zu zerdrücken, an den Rand zu transportieren und Frischluft zur Kühlung zuzuführen.

### Bütte, Rüttelschuh und Rumpftrichter
Der gesamte Mahlvorgang spielt sich, verdeckt durch eine Holzhaube, zwischen den Mahlsteinen ab. Diese Bütte dient dem staubdichten Abschluss. Von oben wird Korn durch den sog. Rumpftrichter mittig in den Oberstein gegeben. Ein Rüttelschuh unterhalb der Trichteröffnung sorgt für gleichmäßig nachfließendes Korn. Er ist im Übrigen das Bauteil, das eine Mühle zum Klappern bringt. Die Höhe des durch den Rüttelschuh geförderten Kornstroms lässt sich variieren, indem der Müller die Neigung verändert oder die Amplitude der Rüttelbewegung. Aus dem Rüttelschuh fällt das geförderte Korn durch das Mahlauge und gelangt durch den sog. Schluck zwischen die Mühlsteine, wo es zerrieben wird. An den Seiten fällt das Mahlgut zwischen den Steinen heraus und sammelt sich entweder in einem angebundenen Sack oder es wird über eine Aufzugmechanik einer weiteren Veredelung zugeführt.

### Elevatoren und Transmissionsriementrieb

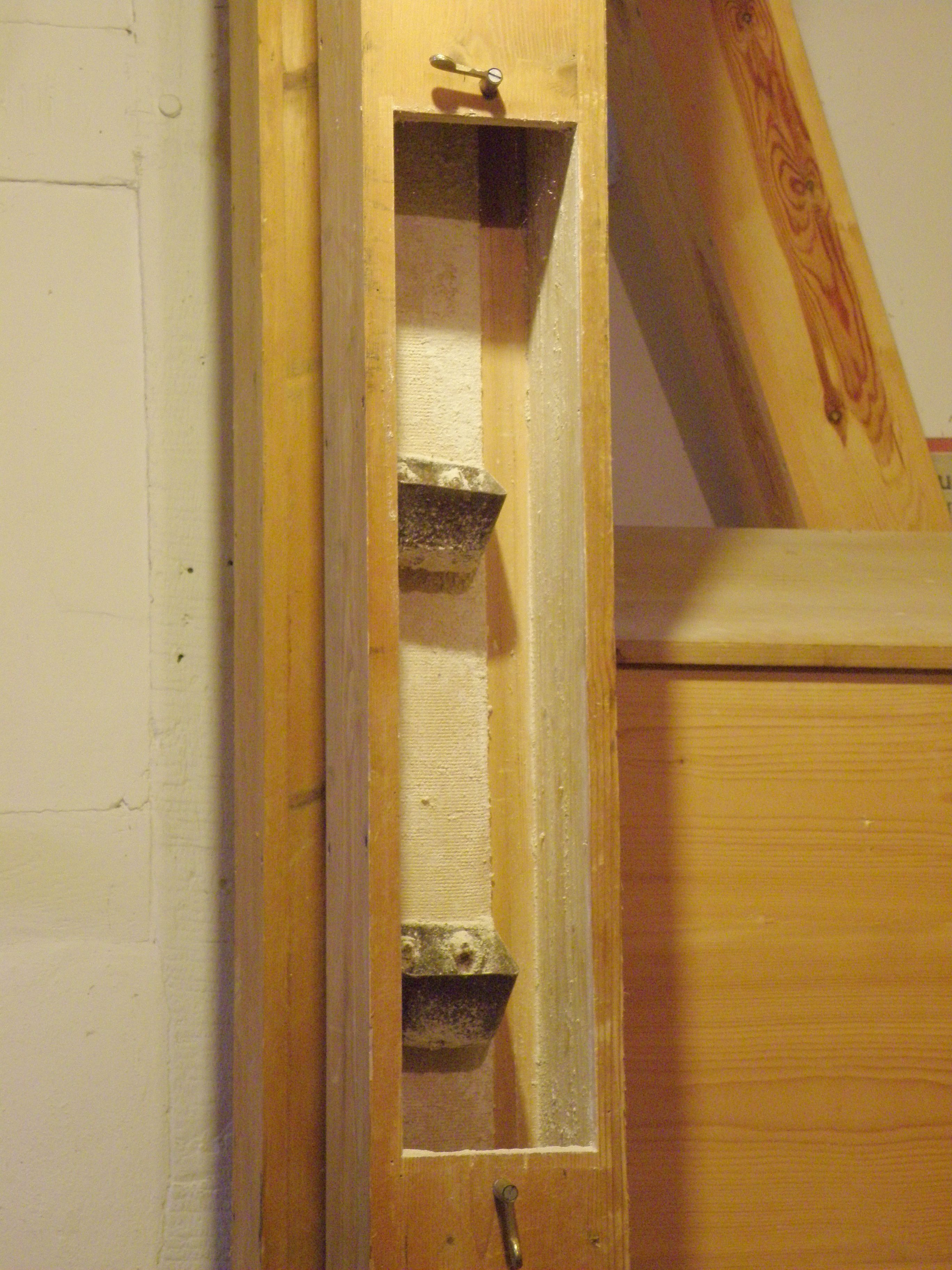
Der Elevator des Mehlmahlganges

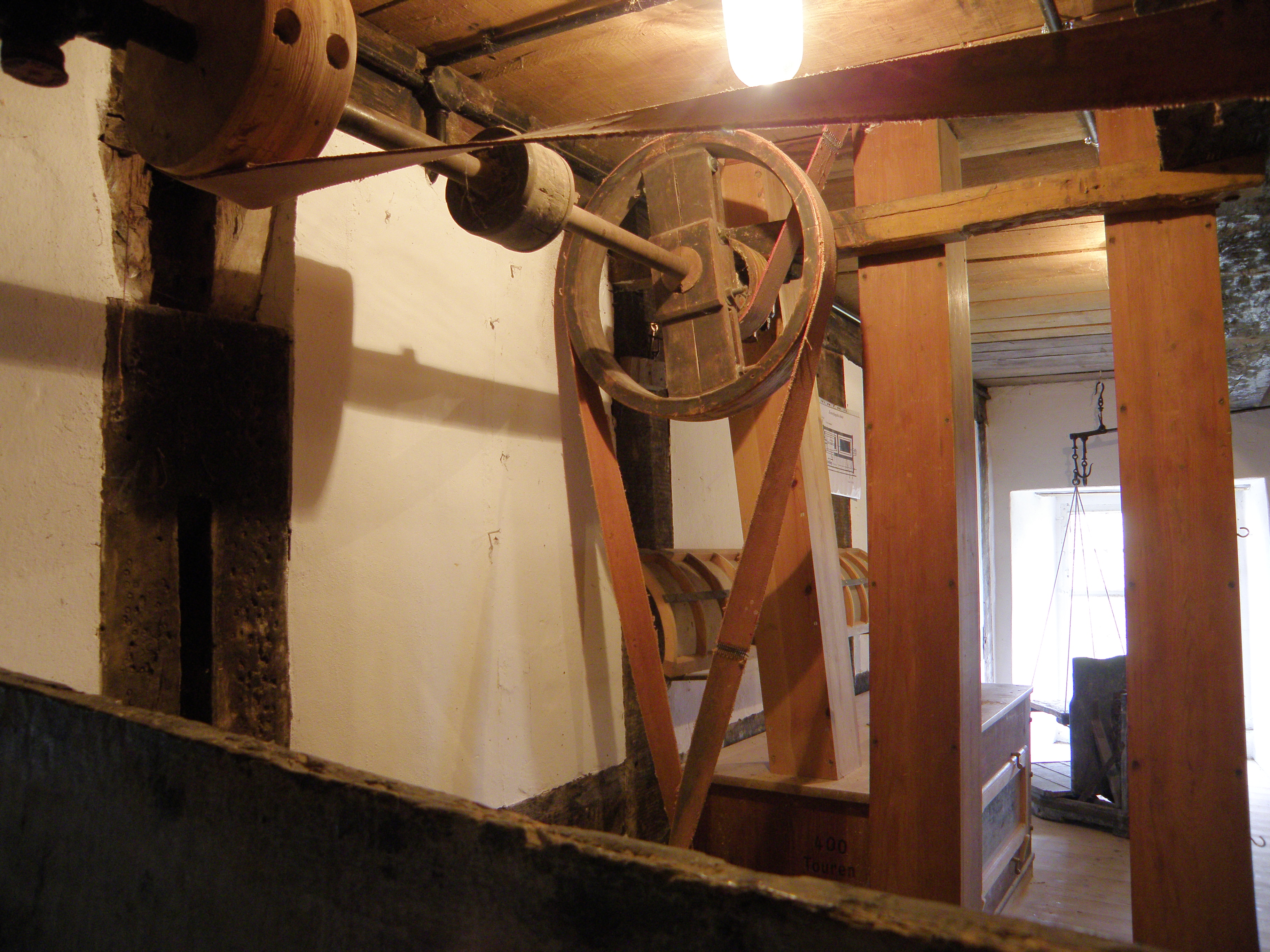
Das Transmissionsriementriebsystem für den Sichter

Vor der Erfindung des Elevators fiel das Mahlgut in einen angebundenen Sack, der, wenn er voll war, gewechselt werden musste. Elevatoren gibt es seit etwa Ende des 18. Jahrhunderts. In der Schäferkämper Mühle wurden wahrscheinlich erst um die Wende zum 20. Jahrhundert Elevatoren eingebaut.
Hierbei handelt es sich um ein umlaufendes Becherwerk, bei dem – hier bei dem vorliegenden Beispiel -auf einem Riemen im Abstand von etwa 30 cm Becher aufgenietet waren. Der Riemen selbst ist in einem hölzernen Rohrschacht verborgen und wird über einen Transmissionsriemen angetrieben, der wiederum vom Mühlrad getrieben wird. An beiden Mahlwerken der Schäferkämper Mühle nimmt er das Mahlgut nach dem Zerkleinerungsprozess dort auf, wo früher der Mehlsack zur Aufnahme angebracht war. Am rechten Mahlwerk, das konstruktiv für die Produktion von Mehl vorbereitet war, wird das Mahlgut vom Elevator über drei Stockwerke bis zum Dachboden transportiert. Am höchsten Punkt des Elevators entleeren die Becher den Inhalt in einen Rohrschacht, der wiederum ein Stockwerk tiefer zum Sichterboden führt. Auf diesem befindet sich der Sichter. Der Antrieb des Elevators erfolgt über Transmissionsriemen auf dem Sichterboden.
Am linken Mahlgang – dem Schrotmahlgang – ist kein Sichter notwendig, da die Kleie im Mehl verbleibt. Hier wird das Mahlgut mit dem Elevator lediglich bis auf die Mahlbühne transportiert, wo es dann versackt werden kann. Hier konnte also der Transmissionsriementrieb wesentlich einfacher ausgeführt werden.

### Sichter

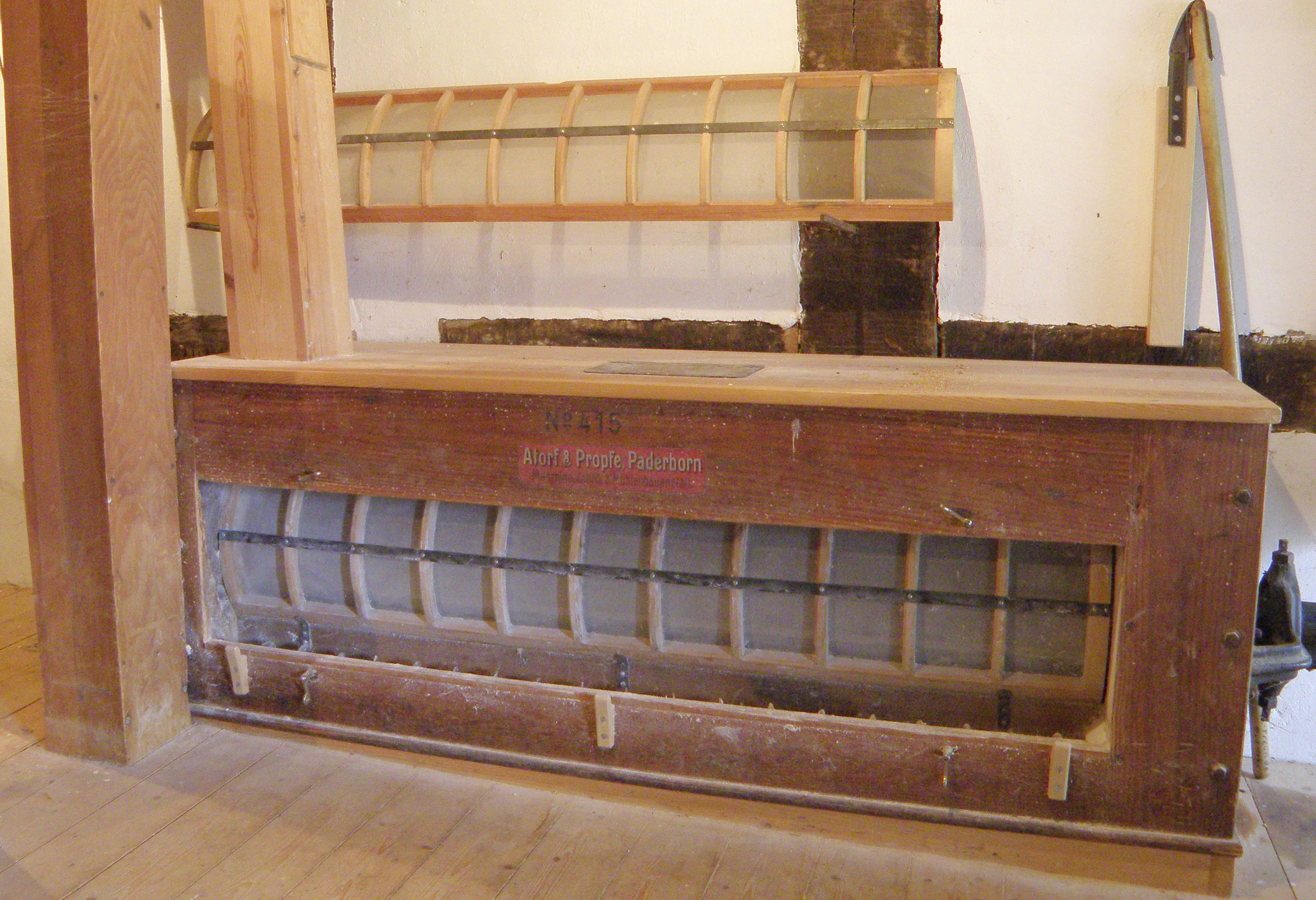
Der Sichter, Fa. Atorf & Propfe

Der Sichter in der Schäferkämper Wassermühle ist ein sogenannter Korbsichter. Hersteller des Gerätes war die Firma Atorf & Propfe mit Sitz in Paderborn, das Herstellungsjahr ist nicht mehr auszumachen, wahrscheinlich ist jedoch der Einbau zwischen 1900 und 1910. Der „Korb“ ist dabei ein Holzrahmen, auf den ein feinmaschiges gazeartiges Gewebe gespannt wurde. Es lässt die feinen Bestandteile des Mahlgutes – eben das Mehl – durch, hält jedoch die gröberen Anteile – die Kleie – zurück. Im Inneren des Sichters befindet sich ein Rotor, der über oben beschriebenen Transmissionsriemen angetrieben wird und mit einer Drehzahl von etwa 400/min arbeitet. Auf dem Rotor sind so genannte Schläger angeordnet, die das Mahlgut gegen das Sieb schleudern, die feineren Teile dringen dabei durch die Siebbespannung nach außen, die gröberen Teile werden durch die leicht schräge Anstellung der Schläger in den hinteren Teil des Mantels geworfen. Dort fallen sie durch eine Öffnung in einen Rohrschacht, der sie wiederum ein Stockwerk tiefer führt, damit sie dort versackt werden können. Ist die Drehzahl deutlich niedriger als 400/min, reicht die durch den Rotor aufgebrachte Fliehkraft nicht mehr aus, um das Mehl in befriedigender Menge durch das Sieb zu schleudern.
Das durch die Gaze gedrungene Mehl wird durch eine Förderschnecke zum entgegengesetzten Ende des Sichters gefördert und fällt dort durch einen weiteren Rohrschacht in eine Mehlkiste.
Der Siebrahmen mit der Gazebespannung ist zum Wechseln der Bespannung und zum Reinigen der Maschine herausnehmbar.
Die Bezeichnung „Sichter“ für diese Art von Veredelungsmaschinen ist historisch begründet, wenn eigentlich auch falsch gewählt. Unter Sichter sind Klassiergeräte zu verstehen, die etwa nach dem Prinzip der Stromklassierung arbeiten. Die Getreidemüller verwendeten ursprünglich jedoch einfache Gewebesäcke oder später dann mit Gewebe bespannte Rahmen mit gleichmäßigen Öffnungen, die geeignet waren, die Schalen und Spelzen zurückzuhalten. Eine Klassierung im Sinne von „Einteilung in Größenklassen“ konnte damit nicht betrieben werden.

### Lastenaufzug

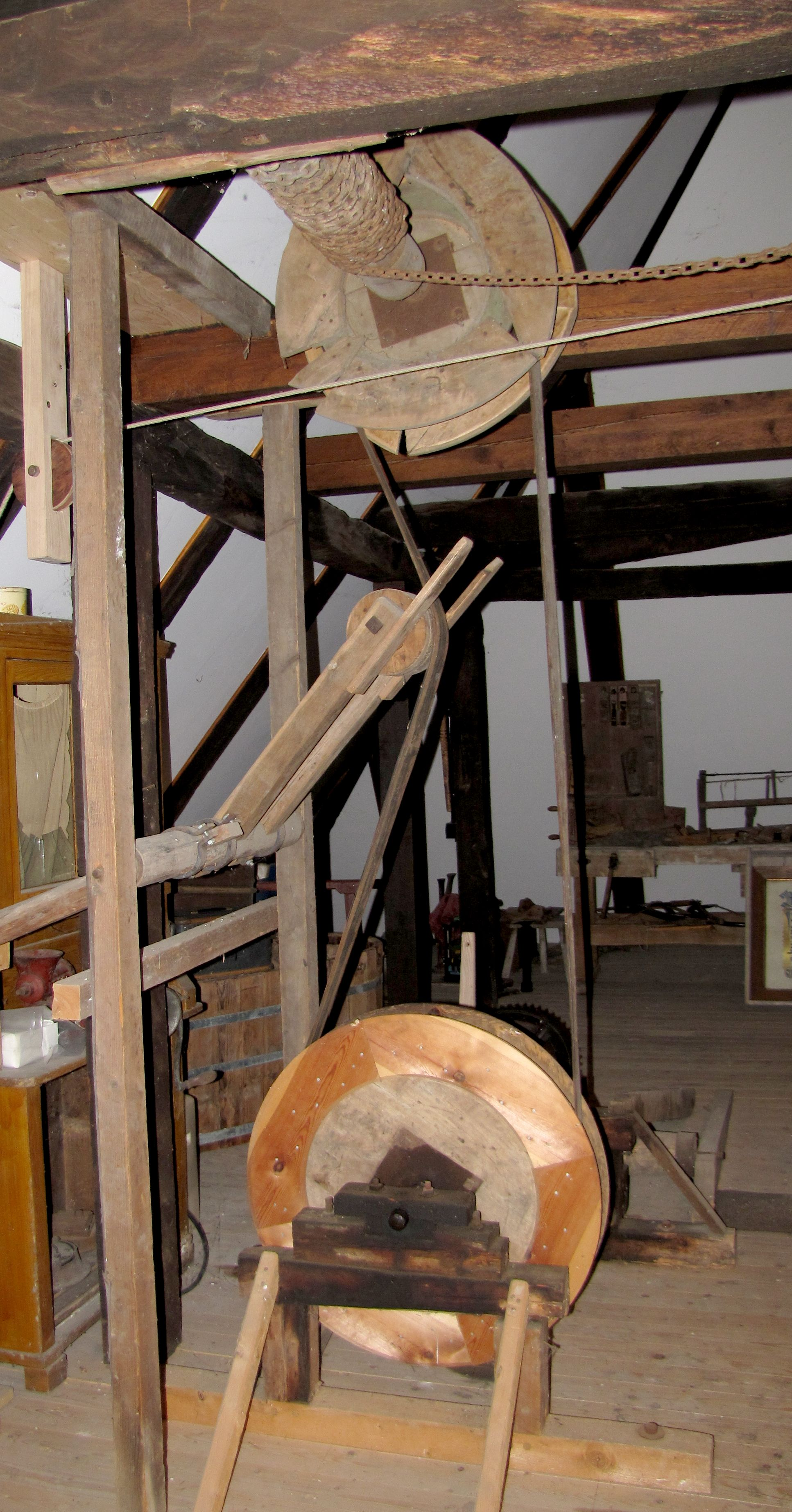
Riemenantrieb des Lastenaufzugs

Der Lastenaufzug ist im Dachgeschoss der Mühle installiert und ermöglicht von dort aus den Materialtransport zwischen den Geschossen. Dies ist wahlweise sowohl außerhalb des Gebäudes wie auch innerhalb durch Bodenluken möglich.
Der Antrieb erfolgt über das bis zum Dachboden verlängerte Mühleisen (zentrale Antriebswelle) des Feinmahlgangs. Über ein gusseisernes Winkelgetriebe wird die Drehung horizontal geführt und im Verhältnis 2:1 verlangsamt. Ein Riemenantrieb (1:2) bringt die Bewegung über eine Entfernung von etwa 2 m Höhe an die Wickelwelle der Lastenkette. Der Transmissionsriemen ist auf vollen Durchschlupf bemessen und wird manuell per Seilzug mit einer Andruckrolle auf Spannung gebracht. An diesem Steuerseil lässt sich der Hebevorgang sanft anstarten und abbremsen. Das Anheben von Lasten erfolgt mit etwa 1 m/s. Ein gesteuertes Absenken des Aufzugs ist nicht möglich. Hier muss die Kette im ausgekuppelten Zustand nach unten gezogen werden.
Um bei reinem Mahlbetrieb das Aufzuggetriebe nicht unnötig im Leerlauf mitdrehen zu müssen, kann der obere Teil des nur gesteckten Mühleisens mit einem einfachen Seilwickel angehoben und abgesenkt werden.

### Ungedruckte Quellen
- Kreisarchiv Soest, Akten A 677 und A 678
- Archiv Hof zur Osten, Akten Nr. 18–20, 29, 30, 41, 49, 67, 68 und 110 des vorläufigen Verzeichnisses (Westfälisches Archivamt)
- Kirchenbucharchiv des Erzbistums Paderborn, Bestände Bökenförde und Erwitte (19. Jahrhundert)
- Archiv der Heimatfreunde Bad Westernkotten e. V., Archivalien zur Schäferkämper Mühle aus dem Nachlass der Frau Lina Thiemann
- Archiv Schloss Eggeringhausen, Acta betr. Hof zur Osten, Mühlen und deren Ablösung, III B, abg. 15h, Fach 6

### Zeitungen
- Der Patriot vom 20. Februar 1938; 5. März 1938; 4. Juli 1951; 21. Juli 1990